# Twin Mirror
Twin Mirror è un'avventura grafica sviluppata da Dontnod Entertainment e pubblicata da Bandai Namco Entertainment per Microsoft Windows, PlayStation 4 e Xbox One. È stato pubblicato il 1º dicembre 2020.

## Trama
Il 33enne Samuel, ancora sconvolto da una recente rottura, torna nella sua città natale in West Virginia per il funerale del suo migliore amico.  Il giornalista investigativo depresso e amareggiato si sveglia quindi nella sua camera d'albergo con una camicia insanguinata e nessun ricordo della notte prima, provocando una ricerca contorta per trovare la verità...

## Modalità di gioco
Twin Mirror è un'avventura grafica in terza persona. I giocatori vestiranno i panni del giornalista investigativo Sam, il quale è ritornato nella sua città natale, in Basswood, Virginia Occidentale. L'ambiente è interattivo e i suoi oggetti sono ottenibili. In base allo stato della sua indagine, vi sono differenti finali da sbloccare. I giocatori, per cercare gli indizi, navigano tra il mondo reale e il "Palazzo della mente" di Sam; la sua voce interiore, il Doppio, può aiutare o danneggiare l'indagine.

## Sviluppo
In collaborazione con la casa editrice Bandai Namco, Dontnod Entertainment ha iniziato lo sviluppo di Twin Mirror nel 2016. Lo sceneggiatore, Matthew Ritter, è stato influenzato dai giochi d'avventura come Beneath a Steel Sky e Space Quest. Contrariamente ai titoli precedenti, la Dontnod ha scelto di privare Twin Mirror di elementi soprannaturali. Secondo il direttore artistico, Pierre-Etienne Travers, il concetto primario del gioco è la dualità. La decisione di ambientarlo in una città americana immaginaria, Basswood nella Virginia Occidentale, è mirata ad ampliare il suo fascino. 
Il primo trailer del gameplay del gioco è stato presentato a fine ottobre 2018 alla Paris Games Week 2018. Nel mese di giugno 2019 il gioco è stato rinviato al 2020. Inizialmente doveva essere un titolo a episodi ma durante il PC Gaming Show 2020 un nuovo teaser ha rivelato che il gioco non sarebbe più stato a episodi.
La versione Windows di Twin Mirror sarà esclusiva su Epic Games Store per un anno.
Il gioco non è stato rilasciato in Giappone.

## Accoglienza
| Anno | Premio                   | Categoria               | Risultato | Fonte       |
| ---- | ------------------------ | ----------------------- | --------- | ----------- |
| 2018 | Gamescom (Jeuxvideo.com) | Miglior Gioco Originale | Vinto     | [ 4 ] [ 5 ] |